# Julia Pereira de Sousa-Mabileau
Julia Pereira-de Sousa-Mabileau (Quincy-sous-Sénart, 20 settembre 2001) è una snowboarder francese, specializzata nello snowboard cross.

## Carriera
Mabileau riporta i primi risultati significativi in Coppa del Mondo, dove conquista due terzi posti, rispettivamente a Cervinia il 22 dicembre 2017 ed a Feldberg il 3 febbraio 2018. Ai Giochi olimpici invernali di Pyeongchang 2018 conquista la medaglia d’argento nello snowboard cross.
Nei Campionati Mondiali di Idre Fjäll 2021 ottiene il bronzo nello snowboard cross a squadre con Léo Le Blé Jaques. L'8 marzo 2025 ottiene la sua prima vittoria in Coppa del Mondo a Gudauri e nella stessa stagione si laurea campionessa del mondo nello snowboard cross a squadre a Engadina 2025, in coppia con Loan Bozzolo.

## Palmarès

### Olimpiadi
- 1 medaglia:
  - 1 argento (snowboard cross a Pyeongchang 2018)

### Mondiali
- 2 medaglie:
  - 1 oro (snowboard cross a squadre a Engadina 2025)
  - 1 bronzo (snowboard cross a squadre a Idre Fjäll 2021)

### Mondiali juniores
- 2 medaglie:
  - 1 oro (snowboard cross a squadre a Klínovec 2017)
  - 1 bronzo (snowboard cross a Klínovec 2017)

### Coppa del mondo
- Miglior piazzamento nella Coppa del Mondo di snowboard cross: 4ª nel 2021
- 7 podi:
  - 1 vittoria
  - 3 secondi posti
  - 3 terzi posti

#### Coppa del Mondo - vittorie
| Data         | Località | Paese   | Specialità |
| ------------ | -------- | ------- | ---------- |
| 8 marzo 2025 | Gudauri  | Georgia | SBX        |

Legenda:

SBX = snowboard cross